# カトゥクルンダ空港
カトゥクルンダ空港（カトゥクルンダくうこう、シンハラ語: කටුකුරුන්ද ගුවන්තොටුපළ、英語: Katukurunda Airport）はスリランカ西部州カルタラ県カルタラ近郊にある空港。

## 概要
カルタラ県の県都カルタラを担当する空港であり、カルタラ市街地から南東に4.6km程の距離にある。
軍民共用空港であり、カトゥクルンダ空港にはスリランカ空軍のカトゥクルンダ空軍基地が置かれている。

## 歴史
この空港は1944年に王立海軍艦隊航空隊の航空基地として建設された。その全盛期には、この空港は職員300名、海兵3000名、そして王立婦人海軍所属の女性100名が勤務する王立海軍最大の航空基地であり、常に100機以上の航空機を運用する能力があった。
1984年から、スリランカ空軍によって再活用され、空軍スポーツ委員会、スポーツ省の協力のもと、数多くのモータースポーツの会場となった。
しかし、現在はいくつかの航空学校が飛行訓練設備を提供しているのみである。

## 就航路線
| 航空会社       | 就航地                                   |
| -------------- | ---------------------------------------- |
| フィッツ・エア | ラトゥマラナ空港 (チャーター)            |
| ミレニアム航空 | バンダラナイケ国際空港、ラトゥマラナ空港 |